# مانو (مصارع)
هذه المقالة بحاجة للتقسيم إلى أقسام حسب الموضوع، لجعلها سهلة القراءة.
آفا آنوي (ولد في 6 أكتوبر 1970) , مصارع أمريكي محترف , و كان يعرف سابقا اثناء فترة عمله في الدبليو دبليو إي تحت أسم مانو , و قد بدأ آفا يتدرب للمصارعة تحت أسم والده آنوي ومعا شقيقيه لويد وسامولا و كانت أول مباراة له بتاريخ 28 أغسطس1998 حيث كان عمره 13 عاما وتمكن من الفوز بباتل رويل، أكمل آنوي تدريبه في مدرسة فريدوم (الحرية) للمصارعة الحرة، في بيثليهام , بنسلفانيا و قد صارع مع شقيقيه في فريق واحد أسمه أولاد السموا 

و قد أنضم في فترة حتى 1987 إلى الدبليو دبليو إي وأول مباراة له خسرها ضد جيم دوغين، ولم يضهر بعدها لفترة 30 يوم، وبعدها تحالف مع كودي رودز و تيد ديبياسي و هجموا كرايم تايم، وفازوا عليهم بعدها بعدما تحالفا مع كوفي كنغستون , و في أول مباراة له في عرض الراو خسر ضد باتيستا , و بعدها أنضم هو ورودز إلى راندي أورتن و أصبحوا يسمون الأرث (ليغاسي) , و بعدها فعلوا أختبارات لجميع أعضاء الفريق في عرض الراو وخسر مانو في مباراته ضد مات هاردي و خرج من المجموعة، عندما أنقلب رودز وسيم سنوكا عليه، ولكن سنوكا خرج من الفريق أيضا حتى أجتمع الأثنان مرة أخرى وحاولوا الأنتقام من راندي أورتن و كودي رودز و هاجموهم في عرض الراو عندما عاد ديبياسي وتحالف معهم، لكنه خانهما لاحقا وأنضم لأورتن ورودز في ليغاسي، وفي يوم 23 فبراير1999 أنتهى عقد مانو من الدبليو دبليو إي 

آنوي عضو من عائلة آنوي المشهورة في المصارعة، ولديه صلة قرابة مع أفراد عائلته ابناه نياءجاكس ,